# Luis de Carlos Ortiz
Luis de Carlos Ortiz (nat el 16 de març del 1907- mort el 27 de maig del 1994) va ser president del Reial Madrid Club de Futbol des de setembre de 1978 fins al maig de 1985.
Era directiu del club blanc des del 1957, accedint al càrrec de president després de la mort de Santiago Bernabéu, l'anterior titular, el 3 de setembre de 1978.
El 1982 van ser reelegits al seu càrrec en guanyar a Ramón Mendoza per més de tres mil vots de diferència. Va abandonar el càrrec el 24 de maig de 1985, esdevenint president Ramón Mendoza.